# 安徽医科大学第二附属医院
安徽医科大学第二附属医院是位於中華人民共和國安徽省合肥市合肥經濟開發區的一家三级甲等综合性教学医院。醫院佔地面積378.5畝，总建筑面积281668平方米，于2008年開業，2013年通過国家三级医院等级评审。

## 外部連結
- 官方网站